# Derecho financiero
El Derecho financiero es el medio del Derecho público, que tiene por objeto el sector del ordenamiento jurídico que regula la constitución y gestión de la Hacienda pública; esto es, la actividad financiera. Por actividad financiera se entiende la actividad encaminada a la obtención de ingresos y realización de gastos, con los que poder subvenir la satisfacción de determinadas necesidades colectivas (i. e. servicios públicos).
La actividad financiera del Estado genera un conjunto de relaciones jurídicas entre los distintos órganos públicos. Esta actividad financiera del Estado genera relaciones jurídicas entre el estado y los particulares, y se da en dos situaciones: la primera en que el Estado asume un papel activo, por ejemplo al cobrar tributos, y un papel pasivo cuando se convierte en deudor en caso de un préstamo.

## Objeto
El Derecho financiero se ocupa de ordenar la actividad financiera de las administraciones públicas (Hacienda pública) según su doble vertiente: el ingreso —cuyo instituto jurídico más importante es el tributo— y el gasto —cuyo instituto jurídico más importante es el presupuesto—.

### Ingresos. Derecho tributario
El concepto de ingreso público comprende los tributos (impuestos, tasas y contribuciones especiales), los ingresos procedentes de los bienes (como pueden ser los bienes administrativos, bienes del dominio público y patrimoniales), los productos de operaciones de la deuda pública (capitales tomados a préstamo por los entes públicos), y los ingresos que proceden de monopolios fiscales (actualmente lo son la lotería nacional y el tabaco).
Por su parte, el Derecho tributario es el conjunto de normas que regulan el establecimiento y aplicación de los tributos. Como puede verse, estudia un grupo de ingresos públicos, los tributos, y no se adentra en el campo de las normas reguladoras de los gastos públicos. Su finalidad es buscar el control y eficiencia en la recolección de ingresos a través de la figura jurídica del tributo.
Derecho financiero patrimonial o Derecho patrimonial público. El objeto propio del derecho patrimonial público es el recurso patrimonial, o sea la estructura y la gestión del patrimonio público dirigidas a la obtención de ingresos. Sobre la base de ello el derecho patrimonial público se configura en torno a tres núcleos temáticos:
1. Gestión de los bienes de titularidad pública.
2. Gestión de empresas de titularidad pública.
3. Participación de los entes públicos en empresas de titularidad privada.

Dentro del ámbito de la titularidad pública se incluyen dos grandes categorías de bienes:
- Los llamados Bienes deminiales o de dominio público.
- Los llamados bienes patrimoniales.

Junto a ellos existen regímenes específicos de propiedad pública, como son la propiedad pública, la propiedad minera, el patrimonio forestal y el patrimonio nacional de cualquier Estado

### Gastos. Derecho presupuestario
El concepto de gasto público comprende básicamente el programa de gastos que se aprueban por ley de año en año (presupuestos del Estado), y las obligaciones del Estado.

## La actividad financiera
La actividad financiera es una actividad que desempeñan los entes públicas y su finalidad es la obtención de ingresos y la realización de gastos con los que afrontar las necesidades de la colectividad social, necesidades que pasa fundamentalmente por los pilares que contribuyen al progreso social: educación pública, sanidad pública…
Es la actividad que el Estado realiza para recaudar y administrar el dinero que se invirte en el cumplimiento de sus fines y sostenimiento económico de sus órganos dicha actividad tiene primordial importancia dentro del estado moderno porque es por medio de ella que se realiza las actividades que le permite la administración y erogación del dinero el cual cumplirá sus fines.

## Delimitación del Derecho financiero
Existen dos tipos de normas:
1. Normas del Derecho Privado: regulan las relaciones entre particulares ya sean personas físicas o personas jurídicas.
2. Normas del Derecho Público: regulan relaciones en las cuales alguna de las partes es un ente público. La Administración no suele actuar como un particular sino que posee unos privilegios o prerrogativas.

El Derecho Financiero es una rama del Derecho Público que organiza los recursos económicos de la Hacienda del Estado y de los demás organismos administrativos y regula los procedimientos de obtención y percepción de ingresos y organización del gasto que tales Administraciones Públicas dedican a sus fines (necesidades de la sociedad).

## Contenido
El Derecho Financiero, rama del Derecho público, es un conjunto de normas jurídicas que se ocupa de ordenar los ingresos y los gastos públicos.
Esto nos lleva a sostener que el Derecho Financiero se ocupa de una doble vertiente:
1. Gastos
2. Ingresos

### Ingresos
El Derecho Financiero regula los distintos ingresos que acrecen y se destinan a las arcas de los entes públicos. ¿Cuáles son?
Ingresos tributarios: Conocido como los tributos, son los más importantes tanto a nivel cualitativo como a nivel cuantitativo. Fueron objeto de un prolífico estudio por diversos autores lo que dio lugar a su gran importancia y que en la actualidad a esta rama del derecho se le denomine Derecho Financiero y Tributario.
Ingresos crediticios: Son los que se obtiene un ente público mediante el crédito ( al principio se computa como ingreso pero luego supondrá un gasto pues se convertirá en una deuda).
Ingresos patrimoniales: El Estado por su condición de propietario de bienes obtiene ingresos a través de su cesión a terceros.
Multas y sanciones pecuniarias:
o bien

### Gastos
Para la satisfacción de las necesidades de la sociedad.
Se ocupa de los gastos públicos en los que afecta a los procedimientos formales que regulan la asignación, el desembolso y el control en el empleo de los recursos públicos.
Existen 3 grandes fases importantes:
La asignación: Sinónimo de programación: las autoridades ( más bien políticas, Parlamento, C.A) programan el gasto público. Esta previsión se establece en un documento: el presupuesto, en el cual se especifica cuánto vamos a gastar y en qué lo vamos a gastar. Este documento tiene efectos jurídicos pues tiene naturaleza de ley y por ello se habla de la Ley de Presupuestos Generales del Estado. En el ámbito Local (Pleno) será un reglamento.
Desembolso: (ejecución) Es la fase del gasto.
El control: En esta fase se lleva a cabo el control de los fondos públicos es decir, se controla la ejecución del gasto. Por eso se dice que “controlamos lo que se gastó”. Aunque hay dos tipos de controles:
- Control simultáneo: realizado en el momento del gasto, es el más efectivo porque previene de efectos posteriores y adversos
- Control posterior.

A esta parte del Derecho Financiero se le denomina Derecho presupuestario.

### La Constitución: Su consideración como norma jurídica
En la cúspide (según Kelsen) se coloca la Constitución. El resto de normas internas se sitúan por debajo de la Carta Magna debido al principio de jerarquía que se le atribuye a la Constitución.
¿Qué valor normativo tiene la Constitución en el Derecho Tributario y Financiero?
Es un valor normativo inmediato en cuanto a los derechos, pues es invocable ante los Tribunales de Justicia en defensa de los derechos a quienes asistan. Es decir, contiene normas jurídicas atributivas de derechos y obligaciones a los ciudadanos (la obligación más relevante son los tributos). Es invocable tanto por la Administración como por los ciudadanos.
Hay que destacar también las sentencias del Tribunal Constitucional, este órgano (que emite interpretación auténtica sobre la Constitución) que no es propiamente un órgano judicial.
En la cúspide no se sitúa el Tribunal Constitucional, sino el Tribunal Supremo, pero cada uno pose unas determinadas competencias. El Tribunal Supremo, por ejemplo no puede emitir una interpretación sobre la constitucionalidad de normas de rango de ley.
Las sentencias del Tribunal Constitucional tienen la virtud de declarar si una norma con rango legal se ajusta o no a la Constitución, ya sea en toda la norma o en una parte de ella. Si no se ajusta, emite una declaración de inconstitucionalidad y esa norma queda expulsada del ordenamiento jurídico con unas consecuencias importantes ( casi equivalentes a una declaración nula de pleno derecho) es decir, es como si la norma no hubiese existido y por lo tanto no hubiese producido en ningún efecto posterior. Por ejemplo, un ciudadano paga tributos al amparo de una ley que luego es declarada inconstitucional, por lo tanto, son nulos todos los procedimientos y en principio se deben devolver lo pagado en los tributos.
Estas sentencias que declaran la inconstitucionalidad de la ley son fuentes en sentido negativo, es decir, expulsan las normas del ordenamiento jurídico y en vez de crear derecho extermina derecho.
Para cerrar este apartado, la eficacia jurídica de algunos principios de la Constitución no queda limitada a su apreciación por el Tribunal Constitucional, como las de justicia financiera Art. 31.1 CE.
Ej.: Si un juez ordinario duda sobre si es inconstitucional una norma de rango legal, paraliza el proceso y emite una cuestión de inconstitucionalidad ante el Tribunal Constitucional.
Si es ante una norma comunitaria tiene que ir al Tribunal de Luxemburgo.
Si esto sucediera con un reglamento, no necesita plantear ninguna cuestión de inconstitucionalidad, pues tiene competencia suficiente para inaplicar el reglamento (o cualquiera otra norma de rango infra legal) y habrá de declarar la inconstitucionalidad de la norma infra legal.
En cuanto a las fuentes, pueden ser tanto del Derecho interno como del Derecho Internacional (primacía sobre el Dº interno) que pueden ser: tratados internacionales y derecho comunitario (derecho de la UE).

### Los Tratados Internacionales.
Los Tratados Internacionales son convenios firmados entre dos o más Estados que se regulan acuerdos que vinculan a los estados parte. Pueden ser bilaterales o multilaterales.
Los Convenios de doble imposición internacionales (generalmente internacionales) CDI, regulan el pago de impuestos a dos estados que cobran el mismo impuesto a un mismo contribuyente. Esto surge debido a que hay dos estados, el estado de residencia del contribuyente y un segundo estado de fuente de riqueza del contribuyente.
Ej.: Un residente en Orense es propietario de un piso en Alemania y lo alquila a un inquilino alemán. Tiene una fuente de ingresos en Alemania pero vive en Orense. Alemania quiere cobrar el impuesto y España también pues es la residencia fiscal del contribuyente. Esto se solventa con un CDI que decide quien cobrará el impuesto.
En los últimos tiempos tienen otra finalidad ya fuera de la doble imposición fiscal que es el intercambio de información entre países para luchar contra el fraude fiscal.
Hay unas zonas y determinados Estados que no quieren firmar estos CDI, es decir son estados de baja tributación y muy opacos ya que no transmiten información a otros países, es lo que denominamos como paraísos fiscales.
Que fueron de gran importancia.